# Станислав Танев
Станислав Танев-Камилата е бивш български футболист, нападател.
Играл е за Галата (по-късно преименуван на Олимпик (Галата) и Олимпик (Тетевен)). Президент на Берое в периода 1999-2000. Преди да играе футбол е бил борец. Като борец е печелил турнирите „Дан Колов“ и „Никола Петров“.
Участва в албума на поп фолк певицата Диана „Срещнах любовта“.

## Статистика по сезони
- Галата - 1993/94 - А ОФГ, 19 мача/5 гола
- Олимпик (Гал) - 1994/95 - В група, 27/8
- Олимпик (Гал) - 1995/96 - Б група, 21/2
- Олимпик (Гал) - 1996/97 - Б група, 29/13
- Олимпик (Тет) - 1997/ес. - А група, 3/1
- Олимпик (Тет) - 2008 - А ОФГ [4]